# Nicolas-Julien Forgeot
Pour les articles homonymes, voir Forgeot.
Nicolas-Julien Forgeot, né en juillet 1758 à Paris, où il est mort le 4 avril 1798, est un librettiste, homme de lettres et dramaturge français.

## Biographie
Forgeot ne se consacra d’abord à la littérature que comme délassement, et se livra presque entièrement aux occupations que lui donnait un emploi assez important comme inspecteur dans les postes.
La pièce par laquelle il débuta, Les Rivaux amis, est une véritable bluette. Le dialogue en est tellement coupé qu’il n’y a pas trois tirades de six vers : tout ne roule que sur des mots, que des acteurs habiles faisaient valoir. Ces sortes de pièces, très à la mode quelques années avant la Révolution, étaient des canevas que les comédiens brodaient à leur gré : par leur jeu muet, par leurs inflexions, ils en faisaient tout le mérite ; et lorsqu’on lisait l’ouvrage, on était tout étonné de n’y rien trouver.
Les Deux Oncles, en un acte, en vers (Paris, 1780, in-8°) eut du succès. Dans Les Épreuves, qui suivirent Les Rivaux amis, en un acte, en vers (1782, in-8°), des progrès sont sensibles : les caractères sont plus développés, et le style a de la grâce et de l’élégance. La fable, dont le tissu est très délié, offre un personnage d’ingénue, plein de candeur et de naïveté. C’était un des rôles brillants de la charmante actrice Césarine Olivier, qui devait mourir quelque temps après, à la fleur de l’âge.
Pendant la Révolution, Forgeot, ayant perdu son emploi, se livra entièrement à la littérature ; mais il ne justifia pas les espérances qu’avait fait concevoir le succès de sa comédie des Épreuves ; La Ressemblance, en trois actes, en vers libres (1796, in-8°) Parmi plusieurs pièces qu’il donna sur différents théâtres, et qui ne firent qu’y paraitre, on ne se souvient que de l’opéra en deux actes mêlés d’ariettes des Dettes (1787, in-8°), de Stanislas Champein, joué le 8 janvier 1787, où se trouvent des scènes très comiques.
Forgeot mourut d’une maladie de poitrine.
Son fils Louis Philippe, devenu en 1821 baron Philippe Morande-Forgeot, fut directeur à l'administration des Postes et épousa Cécile Bochet, veuve en 1ères noces de Henry Panckoucke. Ils n'eurent pas de descendance mais Louis Philippe intégra le cercle mondain et artistique des Bochet, des Panckoucke et des Marcotte de Quivières.

## Sources
- Répertoire du théâtre français, t. 28, 1819, 389 p. (lire en ligne), p. 67.